# Драгичану (Ђурђу)
Драгичану (рум. Drăghiceanu) насеље је у Румунији у округу Ђурђу у општини Гогошари. Oпштина се налази на надморској висини од 57 m.

## Становништво
Према подацима из 2002. године у насељу је живело 195 становника, од којих су сви румунске националности.